# 8397 Чіякітанака
8397 Чіякітанака (8397 Chiakitanaka) — астероїд головного поясу, відкритий 8 грудня 1993 року.
Тіссеранів параметр щодо Юпітера — 3,365.